# ليزلي وودز
ليزلي وودز (بالإنجليزية: Lesley Woods)‏ هي ممثلة أمريكية، ولدت في 22 أغسطس 1910 في Berwick, Iowa ‏ في الولايات المتحدة، وتوفيت في 2 أغسطس 2003 في لوس أنجلوس في الولايات المتحدة.

## وصلات خارجية
- ليزلي وودز على موقع IMDb (الإنجليزية)
- ليزلي وودز على موقع ألو سيني (الفرنسية)
- ليزلي وودز على موقع أول موفي (الإنجليزية)
- ليزلي وودز على موقع قاعدة بيانات برودواي على الإنترنت (الإنجليزية)
- ليزلي وودز على موقع قاعدة بيانات الفيلم (الإنجليزية)
- ليزلي وودز على موقع كينوبويسك (الروسية)